# Paenase
Paenase (Duits: Painasse) is een plaats in de Estlandse gemeente Muhu, provincie Saaremaa. De plaats heeft de status van dorp (Estisch: küla).

## Bevolking
Het dorp had 19 inwoners op 31 december 2011 en 34 inwoners op 31 december 2021.

## Ligging
Paenase ligt aan de westkust van het eiland Muhu. Ten noorden van Paenase ligt het beschermde natuurgebied Ranna-Põitse hoiuala (2,3 km²).
Bij het dorp ligt een offersteen, de Paenase hiiekivi of Ohverdamiskoht.

## Geschiedenis
Paenase werd in 1570 voor het eerst genoemd onder de naam Painisell, een Wacke, een administratieve eenheid voor een groep boeren met gezamenlijke verplichtingen. In 1645 werd Paenase ook genoemd als dorp. Het lag op het landgoed Mohn-Großenhof (Suuremõisa).
Het buurdorp Rinsi maakte tussen 1977 en 1997 deel uit van Paenase.